# Kozani
Kozani (grško Κοζάνη) je glavno mesto istoimenske prefekture in grške pokrajine Zahodne Makedonije. Leži okoli 120 km zahodno od mesta Solun. Leta 2001 je imelo mesto uradno 47.451 prebivalcev, v širšem območju mesta pa živi okoli 60.000 ljudi.